# Reality 2.0
«Sam & Max: Reality 2.0» (укр. Реальність 2.0) — відеогра за мотивами коміксів Стіва Парселла Sam & Max, випущена 12 квітня 2007 року компанією Telltale Games. «Reality 2.0» — п'ятий епізод першого сезону серії.

## Сюжет
У світі відбувається інтернет-криза, і Сему та Максу належить врятувати світ у двох реальностях.
Нова реальність
Сем і Макс дізнаються що Сибіл є однією з людей, що застрягли в популярній віртуальній грі. Їм вдається повернути її в нашу реальність шляхом пострілу пацюком Джиммі Два Зуби їй у голову з гармати. Розуміючи, що вона була загіпнотизована, Сибіл віддає Сему й Максу свої віртуальні окуляри щоб дозволити їм увійти до гри. Вона також розкриває, що окуляри вона отримала від групи, що придбала сусідній будинок.
Сем і Макс відвідують цю групу й дізнаються що це — старі комп'ютерні системи, що об'єдналися в Товариство із Запобігання Старіння Комп'ютерів (англ. Computer Obsolescence Prevention Society, COPS). Ці системи і є основою для гри, кожний з яких відповідає за певну функцію: відеоприставка Pong на ім'я Чіппі керує спливаючими вікнами, портативний комп'ютер Osborne 1 на ім'я Карл відповідає за ширину персонажів, аркадний автомат Блустер-Бластер відповідає за ігрову гравітацію, а офісний телефон Боб керує висотою персонажів. Вони ремонтують поламані окуляри Сибіл і дають спеціальні окуляри для Макса.
Пригоди у інтернеті
Прибувши в Реальність 2.0, Сем і Макс бачать, що інтернет змодельований на справжньому світі, і коли вони знімають окуляри, то опиняються у тому ж місці в реальності, як і в Реальності 2.0 (тобто, вони бродять по вулиці, виглядаючи безглуздо). Також, предмети їх інвентаря перетворюються в їхні комп'ютерні версії (наприклад, револьвер Сема перетворюється в бластер, який, однак, зовсім некорисний). Навіть образи неігрових персонажів, були скопійовані із реальних людей. Сама Інтернет представляється безтілесною жіночою сутністю й виглядає як режисер із другого епізоду.
У справжньому світі Сем і Макс дізнаються що Боско (який грає роль торговця-напівельфа) продає його черговий винахід — небезпечну біологічну зброю (носовичок з його шмарклями), і вони здогадуються, що в Реальності 2.0 це перетвориться в комп'ютерний вірус, за допомогою якого їм удасться знищити Інтернет і врятувати людей. Придбавши носовичок за один мільярд доларів (викравши гроші в мафії), вони посилають вірус електронною поштою. У люті, Інтернет втрачає всяку повагу до людства й присягається вбити всіх гравців.
Текстова битва
Система ламається, і перезавантажується як Реальність 1.5 — текстовий квест. «Повага до всього живого» стає відчутним предметом у грі, так що Сем і Макс намагаються придбати його й віддати Інтернету. Відчувши провину, Інтернет відпускає всіх гравців і вмирає через вірус. Повернувшись у справжній світ, герої повертаються до свого нормального життя (хоча Макс усе ще є президентом США). Фінальний кадр показує всміхнений місяць.

## Цікаві факти
- Відключивши гравітацію, коли Сем намагається зібрати літаючи монети, він пародіює Маріо.
- Коли Сем здобуває Меч +2, він піднімає його над головою, і грає музика, схожа на тему із «Zelda».
- Битва із синім слизом пародіює більшість рольових ігор, в особливості серію «Final Fantasy».
- Намагаючись відволікти Боско, Сем вигукує «Обернись — там триголова Інтернет!». Це є відсиланням до популярної фрази із ігор серії «Monkey Island» — «Обернись — там триголова мавпа!»
- Коли Сем заражає Карла «жуком», то Сем і Макс стають двовимірними, після чого Сем говорить що йому знайоме це відчуття. Це є відсиланням на «Sam & Max Hit the Road», де все було двовимірним.
- Текстова частина гри нагадує гру «Zork».